# بانک ذخایر هند
بانک ذخایر هند (انگلیسی: Reserve Bank of India) بانک مرکزی هند است، که در سال ۱۹۳۵ توسط دولت هند تأسیس شد.